# Вакциноджен (компанія)
Vaccinogen Inc. — американська біотехнологічна компанія, що базується в Балтіморі. Вона розробляє перспективний метод імунотерапію раку під назвою OncoVAX, де власні пухлинні клітини пацієнта, посилені БЦЖ, використовуються як вакцина. Цей метод досліджений у фазі III клінічного дослідження при раку товстої кишки у 90-х роках, та у іншому дослідженні фази III, яке має назву ACTIVE, у якому набираються хворі на рак товстої кишки II стадії. Компанія називає свій підхід «активна специфічна імунотерапія» або ASI.

## Передумови
Вакциноджен став наслідком роботи, яку проводив засновник компанії, д-р Майкл Ханна (Michael Hanna), наприкінці 1970-х — початку 1980-х років, коли він був директором Національного інституту раку в м. Фредерік, штат Меріленд. Ханна заснував компанію для розробки OncoVAX, і вона була придбана компанією з Сіетла під назвою Intracel, але ця компанія подала заяву про банкрутство в 2001 році. Вакциноджен був створений у 2007 році, для отримання інтелектуальної власності та інших активів у Intracel. Д-р Бен Карсон був головою компанії з серпня 2014 року до оголошення заявки на президентство США в травні 2015 року. Карсон раніше працював у медичній консультативній раді компанії.

## OncoVAX
OncoVAX — це аутологічна вакцина проти раку, тобто вона виготовлена з використанням власних пухлинних клітин пацієнта. Проводиться хірургічне видалення пухлини, її стерилізація та гамма-опромінення для того, щоб позбавити пухлинні клітини здатності ділитися. Потім пацієнту підшкірно роблять дві ін'єкції цих пухлинних клітин, змішаних зі штамом БЦЖ TICE. Після цього пацієнт отримує ще дві ін'єкції пухлинних клітин, але без БЦЖ. Перші три імунізації проводяться щотижня приблизно через місяць після хірургічної резекції пухлини, а четверту проводять через півроку. В даний час продукт призначений для лікування раку товстої кишки II стадії, коли пухлина проростає в м'язи навколо товстої кишки, але без її візуального поширення на лімфатичні вузли віддалених ділянок.

## Розробка OncoVAX
Ханна та ін. протягом двох десятиліть до 2001 року провели три багатоцентрових, проспективно рандомізованих, контрольованих клінічних дослідження післярезекційного ад'ювантного ASI. Метааналіз цих досліджень, опублікований у журналі Vaccine, виявив «значні клінічні переваги у пацієнтів із раком товстої кишки II стадії». Ханна та ін. описали «спроби і перепони», пов'язані з розробкою OncoVAX, в статті 2006 року в журналі Human Vaccines.
* Пілотне дослідження при раку товстої кишки та прямої кишки. Майкл Ханна вперше застосував метод ASI в клінічних умовах під час пілотного випробування в лікарні Джона Хопкінса, яке розпочалося в 1981 році. Головним дослідником був д-р Герберт К. Гувер-молодший, «дальній племінник» 31-го президента США. Фінальні дані дослідження, в якому було оцінено результати лікування 80 хворих на рак товстої кишки та прямої кишки, були опубліковані у березні 1993 р. у Журналі клінічної онкології. Дослідження виявило значне поліпшення виживання (p = 0,02) та безрецидивного періоду (p = 0,039) у всіх пацієнтів, хворих на рак товстої кишки, але не було виявлено позитивного ефекту для хворих на рак прямої кишки.
* Дослідження фази III при раку товстої кишки II та III стадії з першим поколінням OncoVAX. У цьому дослідженні за участі 412 пацієнтів, у якому порівнювали резекцію+АСІ та тільки резекцію, було застосовано схему з трьох щотижневих внутрішньошкірних ін'єкцій 107 опромінених аутологічних пухлинних клітин, де перші дві ін'єкції також містили 107 клітин БЦЖ. Після періоду спостереження (медіана 7,6 років) між групами не було статистично значущих відмінностей у клінічних результатах, проте спостерігалася тенденція до збільшення безрецидивного періоду та загальної виживаності для пацієнтів з АСІ, які отримували всі три дози.
* Випробування фази III при раку товстої кишки з OncoVAX другого покоління. Це дослідження за участі 254 пацієнтів, яке дозволило Вакциноджен заявити про ефективність своєї поточної версії OncoVAX в компанії отримало назву «8701». Результати були опубліковані в The Lancet у січні 1999 року. У цьому дослідженні дослідники застосували 107 клітин БЦЖ у перших двох дозах та додали прискорену вакцинацію у термін шість місяців 107 опроміненими аутологічними клітинами пухлини. Протягом періоду спостереження (середнє 5,3 років) спостерігалося 44 % зниження ризику рецидиву для пацієнтів, які отримували OncoVAX (p = 0,023), але користь отримали лише пацієнти, які мали II стадію. У цих пацієнтів ризик рецидивів зменшився на 61 %. Згодом вартість продукту була вивчена спеціалістами з оцінки медичних технологій в Медичному центрі університету Еразма в Роттердамі, які повідомили про «вражаючі економічні переваги для системи охорони здоров'я» у статті для журналу Vaccine. У 2012 році дослідники переглянули дані, щоб побачити, чи існувала різниця результатів для пацієнтів з мікросателітною нестабільністю та стабільним раком товстої кишки. При цьому вони відслідковували безрецидивний період досліджуваної популяції протягом 15 років, і виявили відношення небезпеки для групи лікування 0,62 (р = 0,033).

## Виробництво OncoVAX
OncoVAX використовує «централізований» виробничий процес, коли зразок пухлини пацієнта відправляється на підприємство, яке належить компанії, ліцензованої за стандартами GMP в нідерландському місті Еммен, а потім відправляється назад до лікарні для введення пацієнту. У дослідженні «8701» виробництво ще не мало ліцензування за стандартами GMP. Після нього було проведено невелике дослідження за участі 15 пацієнтів за умов, коли виробництво пройшло ліцензування (ідентифікатор ClinicalTrials.gov NCT00016133). Це дослідження показало, що виробничий процес на імуногенність OncoVAX не впливає.

## Заплановані клінічні дослідження OncoVAX
В даний час Вакциноджен набирає пацієнтів у підтверджуюче клінічне дослідження фази III під назвою ACTIVE, яке має залучити 550 пацієнтів з раком товстої кишки II стадії, із рандомізацією 1:1 для отримання хірургічного втручання або хірургічного втручання плюс OncoVAX (ClinicalTrials.gov ідентифікатор NCT02448173). Первинною кінцевою точкою в цьому дослідженні є тривалість безрецидивного періоду.
Паралельно з ACTIVE компанія планувала пілотну програму для дослідження OncoVAX у поєднанні з ад'ювантним хіміотерапевтичним лікуванням у хворих на рак товстої кишки III стадії.

## Програма людських моноклональних антитіл
У вересні 2015 року Вакциноджен оголосив про ексклюзивне дворічне співробітництво з Дублінським міським університетом над високопропускною, мультиплексною аналітичною платформою, розробленою в лабораторії доктора Пола Леонарда (Paul Leonard) під назвою DiCAST (Direct Clone Analysis and Selection Technology). Вакциноджен має намір використовувати DiCAST для обстеження біологічних зразків пацієнтів, отриманих після того, як ці пацієнти отримали протираковий імунітет для пошуку нових протиракових антитіл.

## Акції Вакциноджену
Акції компанії торгуються позабіржовими майданчиками в США. Фондовий код VGEN. SEC у вересні 2017 року призупинив торгівлю цими акціями. Згідно з листом про призупинення, "VGEN порушив вимоги у своїх періодичних поданнях до Комісії, не подаючи жодних періодичних звітів, оскільки подав форму 10-Q за період, що закінчився 30 вересня 2015 року, в якому повідомляється про чисті збитки, доступні для загальних акціонерам 24,743,490 доларів за попередні дев'ять місяців. "

## Керівництво
Голова та генеральний директор Вакциноджену — Ендрю Туссінг (Andrew Tussing), колишній інвестиційний банкір, який співзаснував компанію з Майклом Ханною у 2007 році. Майкл Ханна залишається директором. Головним операційним директором (COO) Вакциноджену є доктор Пітер Морсінг (Peter Morsing), який раніше працював у компанії АстраЗенека.

## Розташування
Штаб-квартира Вакциноджену розташована в Балтіморі за адресою 949 Fell Street поблизу Феллс Пойнт, Балтимор. Компанія переїхала туди в лютому 2015 року після того, як раніше перебувала у м. Фредерік, штат Меріленд. Компанія також утримує лабораторії в Дубліні та свій виробничий завод в Еммені. Локіція Vaccinogen BV в Еммені була оголошена банкрутом у 2017 році.